# Tream
Tream, vlastním jménem Timo Grabinger (*18. října 1998), je německý rapper a párty šlágrový zpěvák, většinou známý jako Tream & Treamiboii.

## Život a kariéra
Timo Grabinger se narodil 18. října 1998 a pochází z Büchelkühnu, který je součástí města Schwandorf v Horním Falci v Bavorsku. Má dvě sestry a jednoho bratra a také velmi rád rybaří.
Tream říká, že se začal věnovat hudbě, aby zapůsobil na dívky. Jeho umělecké jméno znamená „Timův sen“ – „T“ odkazuje na jeho skutečné křestní jméno Timo a „[D]ream“ pochází z anglického slova sen. Ve svých písních často odkazuje na své rodné Bavorsko, a proto hrdě nosí šátek s modrobílým károváním. Na svých koncertech často vystupuje v tradičních kožených kalhotách (lederhose) a kroji, což inspiruje i jeho fanoušky, kteří na jeho vystoupení přicházejí v podobném oblečení – muži v lederhose a ženy v dirndlu, tradičním bavorském dámském kroji.
Svůj debutový singl Blödsinn vydal 11. května 2018 a jeho debutové album (S)hit následovalo 3. listopadu 2018. Svého komerčního průlomu dosáhl díky remixu svého singlu Lebenslang s DJským duem HBz. Píseň vstoupila v polovině dubna 2022 do Ö3 Austria Top 40 na 59. místě a svého nejlepšího umístění dosáhla 19. července 2022 na 26. příčce. Na konci října 2022 se skladba dostala i do německých singlových hitparád, kde po vydání remixového EP v září 2023 dosáhla nejlepšího umístění na 47. místě. Kromě toho byl Lebenslang oceněn platinovou deskou za více než 400 000 prodaných kusů v Německu. Jeho páté studiové album Büchelkühn vyšlo 24. února 2023, s tímto albem se poprvé dostal do německé hitparády alb, kde obsadil 37. pozici. V létě 2023 se dostal na 32. a 14. místo německé singlové hitparády s písněmi Zelten auf Kies a Liebe auf der Rückbank (s Finchem). V únoru 2024 se Tream poprvé dostal do německé top 10 se singlem Herz macht bamm. 17. ledna 2025 vydal skladbu Herzblatt (AUA AUA) ve spolupráci s německou zpěvačkou Mia Julia.

## Hudební styl
Považuje se za "prvního německýho pop rappera", jelikož ve své písni Verliebt verloren začal kombinovat party hity a rap. Jeho starší nahrávky obsahují prvky cloud rapu, zatímco písně jako Lebenslang, Hinters Bierzelt, Goldmarie nebo 3er BMW míchají dohromady rap, party hity, elektronickou taneční hudbu a happy hardstyle. Tream si většinu svých písní produkuje sám a využívá samply z hitů jako Around the World (La La La La La) a Maniac. Jeho písně jsou především o nadměrné konzumaci alkoholu a ženách. Svůj styl popisuje takto: „Mluvím o svém životě a své osobnosti. Není to všechno dokonalé a bez chyb, ale je to zatraceně upřímné. Rád také ironicky provokuji.“

## Turné

#### Kneipentour (2023)
Na začátku roku 2023 oznámil své první turné s názvem Kneipentour, což v překladu znamená "turné po hospodách". Během tohoto koncertního turné bylo naplánováno 17 vystoupení ve třech zemích – Německu, Rakousku a Švýcarsku. Turné odstartovalo 15. září v Mnichově, následovalo několik zastávek v rakouských městech, poté koncert ve švýcarském Curychu a vystoupení v dalších německých městech, mezi nimiž nechyběl Berlín, Kolín nad Rýnem, Norimberk či Hamburk. Celé turné vyvrcholilo závěrečným koncertem 21. října v Erfurtu.

#### Biergarnitour (2024)
Ještě před začátkem jeho prvního turné oznámil v září 2023 další turné s názvem Biergarnitour. Název odkazuje na německý výraz biergarnitur, což označuje typický pivní set skládající se ze stolu a dvou dlouhých lavic, které se používají například na Oktoberfestu. Turné zahrnovalo 19 koncertů a opět se konalo ve třech zemích. Začalo 30. října v Kolíně nad Rýnem a původně končilo 24. listopadu v Lipsku. Po obrovském úspěchu bylo přidáno ještě jedno finální vystoupení, které se konalo 14. prosince v Mnichově v Olympiahalle.

#### Brotzeitour (2025)
V září 2024 oznámil své další plánované turné s názvem Brotzeitour. Název je odvozen od slova brotzeit, které označuje tradiční německou slanou pochoutku pocházející z bavorského kuchyně. Tohle turné se skládá pouze z 12 měst, ale koná se v mnohem větších koncertních halách. V Mnichově se však odehrají rovnou tři koncerty po sobě, protože původní ohlášený koncert v Olympiahalle byl vyprodán téměř okamžitě. Turné začne 22. listopadu v Curychu a vyvrcholí 13. prosince v Dortmundu.

## Diskografie

### Studiová alba
| Rok  | Album                                                                     | Nejvyšší umístění v hitparádě | Nejvyšší umístění v hitparádě |
| Rok  | Album                                                                     | DE TOP 100                    | AU TOP 100                    |
| ---- | ------------------------------------------------------------------------- | ----------------------------- | ----------------------------- |
| 2018 | (S)HIT - Vydáno: 3. listopadu 2018                                        | -                             | -                             |
| 2019 | Trash - Vydáno: 4. července 2019                                          | -                             | -                             |
| 2020 | VERLIEBT VERLOREN - Vydáno: 9. října 2020                                 | -                             | -                             |
| 2021 | ROCKER - Vydáno: 10. prosince 2021                                        | -                             | -                             |
| 2023 | BÜCHELKÜHN - Vydáno: 24. února 2023 - Vydavatel: 3AM MUSIC                | 37 (1 týden)                  | -                             |
| 2024 | IRGENDWIE, IRGENDWANN - Vydáno: 29. listopadu 2024 - Vydavatel: 3AM MUSIC | 4 (8 týdnů)                   | 30 (6 týdnů)                  |

### Mixtapy
- 2021: Me, Myself & I
- 2021: Summer Treams
- 2023: Zelten auf Kies EP
- 2023: LEBENSLANG REMIX EP (s d'Hundskrippln)
- 2023: Liebe auf der Rückbank EP

### Singly a ostatní písně
| Rok  | Název písně                                                     | Pozice v žebříčcích | Pozice v žebříčcích | Počet streamů            | Počet streamů | Album                 |
| Rok  | Název písně                                                     | DE TOP 100          | AU TOP 40           | Youtube (jen videoklipy) | Spotify       | Album                 |
| ---- | --------------------------------------------------------------- | ------------------- | ------------------- | ------------------------ | ------------- | --------------------- |
| 2022 | „Lebenslang“                                                    | 47                  | 26                  | 1,5 mil.                 | 16,8 mil.     |                       |
| 2022 | „Wilder denn je“                                                | -                   | -                   | -                        | 1,5 mil.      |                       |
| 2022 | „Schickeria“                                                    | -                   | -                   | 741 tisíc                | 7,4 mil.      |                       |
| 2022 | „Willst du mit mir schlafen?“                                   | -                   | -                   | 793 tisíc                | 14,6 mil.     |                       |
| 2022 | „Hinters Bierzelt“                                              | -                   | -                   | 1,7 mil.                 | 31,1 mil.     |                       |
| 2022 | „Fankerl“                                                       | -                   | -                   | 449 tisíc                | 4,2 mil.      |                       |
| 2022 | „Lebenslang (HBz Remix)“                                        | -                   | -                   | 16,9 mil.                | 121,9 mil.    |                       |
| 2022 | „Erstens ich bin besoffen“                                      | -                   | -                   | 2,3 mil.                 | 19,3 mil.     |                       |
| 2022 | „Feel like“                                                     | -                   | -                   | 3,2 mil.                 | 19,8 mil.     |                       |
| 2022 | „Auf die Zeiten die mal Waren“                                  | -                   | -                   | 1,8 mil.                 | 11,8 mil.     |                       |
| 2022 | „Grüner Schein“                                                 | -                   | -                   | 1,2 mil.                 | 6,4 mil.      |                       |
| 2022 | „Dancing Queen Jeanny“                                          | -                   | -                   | 738 tisíc                | 5,1 mil.      |                       |
| 2022 | „365 Day 'N' Night“                                             | -                   | -                   | 1 mil.                   | 27,4 mil.     |                       |
| 2022 | „Minus“                                                         | -                   | -                   | 386 tisíc                | 4,2 mil.      |                       |
| 2022 | „Gegner“                                                        | -                   | -                   | -                        | 2,1 mil.      |                       |
| 2022 | „Zu 10“                                                         | -                   | -                   | -                        | 3 mil.        |                       |
| 2022 | „Summer of my life“                                             | -                   | -                   | 1,2 mil.                 | 11,4 mil.     |                       |
| 2022 | „Goldmarie“ (s HBz)                                             | -                   | -                   | 3 mil.                   | 20,7 mil.     |                       |
| 2022 | „3er BMW - Remix“                                               | -                   | -                   | -                        | 2,3 mil.      |                       |
| 2022 | „3er BMW“                                                       | -                   | -                   | 6,4 mil.                 | 24,3 mil.     |                       |
| 2022 | „Best life“                                                     | -                   | -                   | 1,1 mil.                 | 23 mil.       |                       |
| 2022 | „Hi“                                                            | -                   | -                   | 609 tisíc                | 4,5 mil.      |                       |
| 2022 | „3er BMW (Harris & Ford Remix)“                                 | -                   | -                   | 2,7 mil.                 | 4,4 mil.      |                       |
| 2022 | „Season“                                                        | -                   | -                   | -                        | 7 mil.        |                       |
| 2022 | „When I first saw you“                                          | -                   | -                   | -                        | 2,4 mil.      |                       |
| 2022 | „Streichel mir die Wampe (Marleen)“                             | -                   | -                   | 1,3 mil.                 | 8,9 mil.      |                       |
| 2022 | „München“ (s Luca-Dante Spadafora)                              | -                   | -                   | 4 mil.                   | 34,8 mil.     | BÜCHELKÜHN            |
| 2022 | „Kaiserschmarrn“ (s Sääftig, Niklas Dee a Luca-Dante Spadafora) | -                   | -                   | 501 tisíc                | 4 mil.        |                       |
| 2022 | „Intro“                                                         | -                   | -                   | 160 tisíc                | 1,3 mi.       | BÜCHELKÜHN            |
| 2022 | „Hey Puppe!“                                                    | -                   | -                   | 1,4 mil.                 | 19,4 mil.     | BÜCHELKÜHN            |
| 2022 | „Schwarzer BMW“                                                 | -                   | -                   | -                        | 2,7 mil.      |                       |
| 2022 | „Rhythm of my life“                                             | -                   | -                   | 670 tisíc                | 20,5 mil.     | BÜCHELKÜHN            |
| 2023 | „FALLEN“                                                        | -                   | -                   | -                        | 1 mil.        | BÜCHELKÜHN            |
| 2023 | „Tiefenentspannt“                                               | -                   | -                   | -                        | 3,8 mil.      | BÜCHELKÜHN            |
| 2023 | „AFTER PARTY“                                                   | -                   | -                   | -                        | 2,8 mil.      | BÜCHELKÜHN            |
| 2023 | „MP3“                                                           | -                   | -                   | 580 tisíc                | 4,1 mil.      | BÜCHELKÜHN            |
| 2023 | „Nichts zu verlieren“                                           | -                   | -                   | -                        | 2,1 mil.      | BÜCHELKÜHN            |
| 2023 | „Herz von meinem Bruder“                                        | -                   | -                   | -                        | 1 mil.        | BÜCHELKÜHN            |
| 2023 | „Adler“                                                         | -                   | -                   | -                        | 1,5 mil.      | BÜCHELKÜHN            |
| 2023 | „Rosi“                                                          | -                   | -                   | 662 tisíc                | 8,5 mil.      | BÜCHELKÜHN            |
| 2023 | „Wo ist Jeanny?“                                                | -                   | -                   | -                        | 789 tisíc     | BÜCHELKÜHN            |
| 2023 | „DAY U DIE“                                                     | -                   | -                   | -                        | 5,9 mil.      | BÜCHELKÜHN            |
| 2023 | „Hey Pupper! (Remix)“                                           | -                   | -                   | 1,1 mil.                 | 3,8 mil.      |                       |
| 2023 | „Blick unters Dirndl“                                           | -                   | -                   | 431 tisíc                | 10,1 mil.     |                       |
| 2023 | „Paradies“ (s Luca-Dante Spadafora a Niklas Dee)                | -                   | -                   | 815 tisíc                | 6,9 mil.      |                       |
| 2023 | „Inspektor“                                                     | -                   | -                   | 324 tisíc                | 4 mil.        |                       |
| 2023 | „Zelten auf Kies“                                               | 32                  | 47                  | 5,9 mil.                 | 61,4 mil.     |                       |
| 2023 | „Wie weit“                                                      | -                   | -                   | 254 tisíc                | 3,2 mil.      |                       |
| 2023 | „Deine Augen“ (s 2 Engel & Charlie)                             | -                   | -                   | 1,8 mil.                 | 18,4 mil.     |                       |
| 2023 | „Eurodance“                                                     | -                   | -                   | 2,3 mil.                 | 17,4 mil.     |                       |
| 2023 | „50 cm³“                                                        | -                   | -                   | 2,4 mil.                 | 19,6 mil.     |                       |
| 2023 | „Sommer vorbei?“                                                | -                   | -                   | 297 tisíc                | 3 mil.        |                       |
| 2023 | „Lebenslang (STVW & HBz Remix)“                                 | -                   | -                   | 679 tisíc                | 3 mil.        |                       |
| 2023 | „Weinst du“                                                     | 65                  | -                   | 2,3 mil.                 | 22,1 mil.     |                       |
| 2023 | „Liebe auf der Rückbank“ (s FiNCH)                              | 14                  | 19                  | 15,7 mil.                | 103,7 mil.    |                       |
| 2023 | „Beychlkien“                                                    | -                   | -                   | 1,8 mil.                 | 14 mil.       |                       |
| 2023 | „Ich will nicht, dass du gehst“                                 | -                   | -                   | 392 tisíc                | 6 mil.        |                       |
| 2023 | „Sehnsucht“                                                     | -                   | -                   | 338 tisíc                | 3,1 mil.      |                       |
| 2024 | „7 Sünden“                                                      | 68                  | 66                  | 2,8 mil.                 | 14,7 mil.     |                       |
| 2024 | „Herz macht Bamm“                                               | 5                   | 10                  | 9,1 mil.                 | 41,8 mil.     |                       |
| 2024 | „Superstars“                                                    | 19                  | 32                  | 3 mil.                   | 18,1 mil.     |                       |
| 2024 | „ANNA“ (s Heino)                                                | 59                  | 29                  | 2 mil.                   | 8,8 mil.      |                       |
| 2024 | „Kamikaze“ (s FiNCH)                                            | 29                  | 47                  | 1,6 mil.                 | 20,6 mil.     |                       |
| 2024 | „Dieser Sommer“                                                 | 27                  | 33                  | 2,3 mil.                 | 28,4 mil.     | IRGENDWIE, IRGENDWANN |
| 2024 | „Moralisch“                                                     | -                   | -                   | -                        | 2,5 mil.      | IRGENDWIE, IRGENDWANN |
| 2024 | „Wo ich Herkomm“                                                | -                   | -                   | -                        | 2,4 mil.      | IRGENDWIE, IRGENDWANN |
| 2024 | „Scharfe Wiener“                                                | -                   | -                   | -                        | 1,5 mil.      | IRGENDWIE, IRGENDWANN |
| 2024 | „Wir harms überlebt“                                            | -                   | -                   | -                        | 1 mil.        | IRGENDWIE, IRGENDWANN |
| 2024 | „Satellit“                                                      | -                   | -                   | -                        | 1 mil.        | IRGENDWIE, IRGENDWANN |
| 2024 | „Hardcore High“                                                 | -                   | -                   | -                        | 587 tisíc     | IRGENDWIE, IRGENDWANN |
| 2024 | „Kokain“                                                        | -                   | -                   | -                        | 618 tisíc     | IRGENDWIE, IRGENDWANN |
| 2024 | „Autogramm“                                                     | -                   | -                   | -                        | 702 tisíc     | IRGENDWIE, IRGENDWANN |
| 2024 | „So oft belogen“                                                | -                   | -                   | -                        | 1,5 mil.      | IRGENDWIE, IRGENDWANN |
| 2024 | „Rotes Haus“                                                    | -                   | -                   | -                        | 867 tisíc     | IRGENDWIE, IRGENDWANN |
| 2024 | „TAXI“                                                          | -                   | -                   | -                        | 803 tisíc     | IRGENDWIE, IRGENDWANN |
| 2024 | „Einmal zurück in die Zeit“                                     | -                   | -                   | 778 tisíc                | 7 mil.        | IRGENDWIE, IRGENDWANN |
| 2024 | „Gespenster“                                                    | 63                  | 46                  | 980 tisíc                | 10 mil.       | IRGENDWIE, IRGENDWANN |
| 2024 | „Bitte Kein...“                                                 | -                   | -                   | 497 tisíc                | 4,1 mil.      | IRGENDWIE, IRGENDWANN |
| 2024 | „Irgendwie, Irgendwann“                                         | -                   | -                   | 410 tisíc                | 3 mil.        | IRGENDWIE, IRGENDWANN |
| 2024 | „Beamer Lover“                                                  | -                   | -                   | 398 tisíc                | 4,2 mil.      | IRGENDWIE, IRGENDWANN |
| 2025 | „Herzblatt (AUA AUA)“ (s Mia Julia)                             | 8                   | 3                   | 1,1 mil.                 | 7,6 mil.      |                       |

Uvedený počet streamů na Spotify a YouTube je ke 14. únoru 2025.

#### Další singly a písně
- 2018 - Blödsinn
- 2018 - Dienstag
- 2018 - Je deviens fou
- 2018 - Wenn ich will
- 2018 - Perfect
- 2019 - Shootout
- 2019 - Rockstars
- 2019 - Supreme Shirts (ft. Jvzzbvr)
- 2019 - So fkn dmn (ft. Prettyboyfloyyd)
- 2019 - Ewig tot
- 2019 - Dubai Delight (ft. Prettyboyfloyyd)
- 2019 - Lächeln in meinem Face
- 2020 - Noch da
- 2020 - Blut ist dicker (ft. Kaybe)
- 2020 - Worst Case
- 2020 - Lipgloss (s Prettyboyfloyyd)
- 2020 - NWNC (ft. Dvinci)
- 2020 - Trostpreis (Bucci ft. Tream)
- 2020 - Luft (ft. Bucci)
- 2020 - Verliebt verloren
- 2020 - Gleich
- 2020 - Rich Bitch
- 2020 - Fallen (s Prettyboyfloyyd)
- 2020 - Erinnerungen
- 2020 - Flip (ft. Kaybe)
- 2020 - Mood (s Prettyboyfloyyd)
- 2020 - Bad Bitch (s Murcy)
- 2020 - Merry Christmas
- 2020 - Kenn dein Limit (s Bucci)
- 2021 - Verstehen (s Prettyboyfloyyd)
- 2021 - Rebound (s Prettyboyfloyyd)
- 2021 - Dran geglaubt (s Bucci & Prettyboyfloyyd)
- 2021 - Pictures
- 2021 - Hautnah
- 2021 - Oberlippenbart
- 2021 - EM Song 2021
- 2021 - Weint der Geier
- 2021 - Holz vor der Hütte gegen Oberlippenbart
- 2021 - Superheld
- 2021 - Sag mir (Remix) (s Jona)
- 2021 - Wollte zu viel
- 2021 - NBA Star
- 2021 - Keine Liebe
- 2021 - Umbrella (Snipes Contest)
- 2021 - Rocker
- 2021 - Pull Up (s Prettyboyfloyyd)
- 2021 - Spieler
- 2021 - Anakin
- 2021 - Everytime We Touch
- 2021 - Winter